# Osnovni izrek aritmetike
Osnóvni izrèk aritmétike je v matematiki izrek, po katerem lahko vsako naravno število, večje od 1, zapišemo kot produkt praštevil. Poleg tega je razcep na praštevila enoličen, če zanemarimo vrstni red množencev. Zgled: 23244 = 22 · 3 · 13 · 149. Števila 23244 ne moremo drugače faktorizirati. Zaradi lažje razpoznave zapišemo ponovljene praštevilske faktorje s potencami. Ker je množenje komutativna operacija, je vrstni red faktorjev nepomemben, običajno pa jih zapisujemo po vrsti od najmanjšega do največjega.
Če je število praštevilo, je po definiciji deljivo samo s sabo in s številom 1, oziroma vsa praštevila so drugim številom (praštevilom in sestavljenim številom) tuja.
Hardy in Wright sta definirala abnormalno število, domnevno število, ki nima enoličnega praštevilskega razcepa. Osnovni izrek aritmetike sta dokazala tako, da sta pokazala da abnormalna števila ne obstajajo.